# Poetry (álbum)
Poetry (estilizado em minúsculas como poetry) é o primeiro álbum de estúdio solo do músico japonês Kiyoharu, lançado em 7 de abril de 2004 pela Universal. O álbum conta com a participação de vários outros músicos japoneses, como Sugizo do Luna Sea, Ken do L'Arc-en-Ciel, Morrie do Dead End, etc. Antes vocalista das bandas Kuroyume e Sads, em sua carreira solo ele canta e toca guitarra. Os singles do álbum são "Aurora", tema do programa de televisão Eiga Rakuen ~Cinepara~ e "Emily".
Junto com outros três álbums, foi remasterizado e relançado em 5 de novembro de 2014 com o nome de "poetry +2", com duas faixas bônus.

## Recepção
Alcançou a décima primeira posição na Oricon Albums Chart e ficou na parada por cinco semanas. Na parada da Tower Records de álbuns japoneses, ficou em 7 lugar.

## Faixas
| N.º | Título                               | Duração |  |
| 1.  | "Yuiitsu Tōku e" (唯一遠くへ)        | 5:03    |  |
| 2.  | "Kurai Kuchizuke" (暗いくちづけ)     | 5:18    |  |
| 3.  | "Yami" (闇)                          | 4:03    |  |
| 4.  | "Niigatsu" (2月)                     | 5:08    |  |
| 5.  | "Melancholy"                         | 4:19    |  |
| 6.  | "Aurora -Album ver-" (オーロラ)      | 5:02    |  |
| 7.  | "Taihai Gallery" (退廃ギャラリー)    | 4:07    |  |
| 8.  | "Emily -Album ver-"                  | 3:57    |  |
| 9.  | "Ano Uta wo Utatte" (あの詩を歌って) | 5:16    |  |
| 10. | "Perfume"                            | 5:41    |  |
| 11. | "Revolver"                           | 5:41    |  |
| 12. | "Hikōsen" (飛行船)                   | 10:01   |  |

| Faixas bônus da remasterização "Poetry +2" |                      |         |  |
| N.º                                        | Título               | Duração |  |
| 1.                                         | "Sora" (空)          | 5:27    |  |
| 2.                                         | "Curtain" (カーテン) | 5:33    |  |
| Duração total:                             | Duração total:       | 74:00   |  |